# Панаєвськ
Пана́євськ (рос. Панаевск) — село у складі Ямальського району Ямало-Ненецького автономного округу Тюменської області. Адміністративний центр та єдиний населений пункт Панаєвського сільського поселення.
Населення — 2433 особи (2017, 2265 у 2010, 1951 у 2002).
Національний склад станом на 2002 рік: ненці — 78 %.